# American Woman
American Woman  – amerykański serial telewizyjny (komedia) wyprodukowany przez John Wells Productions oraz Warner Horizon Television, który jest oparty na wspomnieniach Kyle Richards, znanej z "Real Housewives of Beverly Hills". Serial jest emitowany od 7 czerwca 2018 roku przez  Paramount Network.

## Fabuła
Fabuła serialu dzieje się w latach 70. XX wieku w Beverly Hills. Skupia się na Bonnie, matce dwóch córek, która dowiaduje się, że mąż ją zdradza. Staje się samotną matką, która szuka pracy i postanawia mieć coś od życia, zaczyna imprezować ze swoimi przyjaciółkami Kathleen  i Dianą.

## Obsada

### Główna
- Alicia Silverstone jako Bonnie Nolan[2]
- Mena Suvari jako Kathleen[3]
- Jennifer Bartels jako Diana[4]
- Makenna James jako Becca Nolan
- Lia McHugh jako Jessica Nolan

### Role drugoplanowe
- Cheyenne Jackson jako Greg[4]
- James Tupper jako Steve
- Diandra Lyle jako Louise[5]
- Sam Morgan jakoAdam[6]

## Odcinki
| Nr | Tytuł                      | Reżyseria         | Scenariusz                        | Premiera w Paramount Network |
| -- | -------------------------- | ----------------- | --------------------------------- | ---------------------------- |
| 1  | Liberation                 | Alex Hardcastle   | John Riggi                        | 7 czerwca 2018               |
| 2  | Changes and The New Normal | Iain B. MacDonald | John Riggi, Becky Hartman Edwards | 14 czerwca 2018              |
| 3  | The Party                  | Alex Hardcastle   | John Riggi                        | 21 czerwca 2018              |
| 4  | The Cost of Living         | Alex Hardcastle   | Mike Herro, David Strauss         | 28 czerwca 2018              |
| 5  | Adam                       | Alex Hardcastle   | John Riggi, Jen Braeden           | 12 lipca 2018                |
| 6  | The Heat Wave              | Liza Johnson      | Jen Braeden                       | 19 lipca 2018                |
| 7  | The Agreement              | Mary Lou Belli    | Hilary Helding, Thomas Reyes      | 26 lipca 2018                |
| 8  | Jack                       | Alethea Jones     | Lauren Caltagirone                | 2 sierpnia 2018              |
| 9  | The Breakthrough           | Alex Hardcastle   | John Riggi, Lauren Caltagirone    | 9 sierpnia 2018              |
| 10 | Obstacles and Assets       | Alex Hardcastle   | Mike Herro, David Strauss         | 16 sierpnia 2018             |
| 11 | I Will Survive             | Alex Hardcastle   | John Riggi                        | 23 sierpnia 2018             |

## Produkcja
W lipcu  roku, ogłoszono, że główną rolę zagra Alicia Silverstone.
W sierpniu 2016 roku, poinformowano, że  Mena Suvari, Cheyenne Jackson oraz Jennifer Bartels dołączyli do obsady serialu.
7 listopada 2016 roku, stacja TV Land zamówiła pierwszy sezon serialu.
W maju 2017 roku, ogłoszono, że Diandra Lyle wcieli się w rolę Louise.
W kolejnym miesiącu, obsada serialu powiększyła się o Sama Morgana.